# Mori Ōgai
Mori Ōgai (森 鴎外?   Tsuwano, Prefectura de Shimane, Japón, 17 de febrero de 1862 - Prefectura de Tokio, Japón, 8 de julio de 1922), nacido bajo el nombre de Mori Rintarō (森 林太郎 Mori Rintarō?), fue un médico militar, traductor, crítico literario y novelista japonés del periodo Meiji. Es considerado uno de los principales autores de dicha etapa, junto a figuras como Natsume Sōseki.

## Biografía
Mori nació el 17 de febrero de 1862 bajo el nombre de Mori Rintarō, en Tsuwanon, provincia de Iwami (actual prefectura de Shimane), se trasladó a Tokio en 1872. En sus primeros años, Ōgai Mori recibió la educación tradicional basada en los clásicos japoneses y chinos. 
Licenciado en medicina a los 19 años, recibió una beca del gobierno japonés para estudiar en Alemania durante cuatro años (1884-1888), donde entró en contacto con la literatura occidental. Se le compara con su coetáneo Natsume Sōseki, educado en Inglaterra, que era humanista, lírico, íntimo, frente al austero, distante y luminoso que fue Mori. Participó en la primera guerra sino-japonesa (1894-1895) y en la Guerra Ruso-Japonesa (1904-1905) como médico militar, carrera que mantuvo a lo largo de toda su trayectoria profesional.
Como fundador y editor de revistas literarias, introdujo en Japón las ideas estéticas que se estaban desarrollando en occidente, ayudando a establecer una concepción moderna de la crítica literaria. Fue traductor de clásicos de distintas lenguas, Rousseau y Daudet, Shakespeare (Macbeth), Byron e Irving, Turgueniev y Tolstoi, Calderón; Hans Christian Andersen, Strindberg, Henrik Ibsen. y sobre todo de alemanes como Hoffmann, Goethe (Faust), Schiller, Lenau, Heine, Rilke, y Schnitzler. 
En 1890, publicó una revista literaria en la que se opuso a las ideas antiguas del Naturalismo (en el sentido japonés del término): con Subaru; y publica en lenguaje moderno hasta 1912 numerosos relatos: Hannichi, Vita sexualis, Seinen, Fushinshū, Hanako, Gan.  Pero una vez más Ōgai Mori se ve amenazado por la política de censura del gobierno hacia las ideas occidentales, que serían a su juicio causa de los males del Japón. Las organizaciones socialistas nacientes se verán reprimidas. Ōgai Mori defenderá la libertad de pensamiento, así con Chinmoku no tō (La torre del silencio, 1910).

## Balance
Entre sus obras destacan la novela corta Maihime (1890, 舞姫 La bailarina), así como su obra más célebre Vita sekusuarisu (1909, ヰタ・セクスアリス Vita sexualis), donde une sus conocimientos médicos a una visión literaria libre. Además están Seinen (1910, 青年 El joven) y Gan (1911–13, 雁 El ganso salvaje), y los cuentos recogidos bajo el título  El intendente Sansho, el primero de los cuales dio origen a la gran película de Kenji Mizoguchi, y en los cuales resuenan a veces elementos del cuento tradicional sajón.
A partir de 1910, sus escritos son filosóficos e históricos: Mōsō, 1910, Ka no yō ni (1911), Okitsu Yagoemon no isho (1912), Kanzan Jittoku. Y termina una serie histórica: Shibue Chūsai, Isawa Ranken, Hōjō Katei, donde pone de relieve la ética del mundo intelectual en el periodo Edo.

## Obras (selección)
- 舞姫 (1890) La bailarina
- ヰタ・セクスアリス (1909) Vita sexualis
- 青年 (1910-1911) Juventud
- 普請中 (1910) En construcción
- 雁 (1911-1913) El ganso salvaje
- 興津弥五右衛門の遺書 (1912) El testamento de Okitsu Yagoemon
- 阿部一族 (1913) La familia Abe
- 佐橋甚五郎 (1913) Sahashi Jingorō
- 山椒大夫 (1915) El intendente Sansho
- 高瀬舟 (1916) El barco del río Takase

## Traducciones al castellano
- El barco del río Takase, trad. de Elena Gallego, Tokio, Luna Books, 2000.
- Vita sexualis (El aprendizaje de Shizu), trad. de Fernando Rodríguez-Izquierdo, Madrid, Trotta, 2001, ISBN  978-8498799941.
- En construcción, trad. de A. Sato, Buenos Aires, Adriana Hidalgo, 2003, ISBN 978-9879396971.
- El ganso salvaje, trad. de Lourdes Porta, Barcelona, Acantilado, 2009, ISBN 978-84-92649-15-0.
- La bailarina, trad. de Yoko Ogihara y Fernando Cordobés, Madrid, Impedimenta, 2011, ISBN 978-841513054.
- El intendente Sansho, trad. de Elena Gallego, prólogo de Carlos Rubio, Zaragoza, Contraseña, 2011, ISBN 978-84-939308-0-6. Incluye "El intendente Sancho", "El barco del río Takase", "Las últimas palabras", "La señora Yasui", "La historia de lori y Run" y "Sakasuki".
- La familia Abe y otros relatos históricos, trad. de Jesús Carlos Álvarez Crespo, introducción de Carlos Rubio, Gijón, Satori, 2014, ISBN 978-84-941920-4-3. Incluye "El testamento de Okitsu Yagoemon", "La familia Abe" y "Sahashi Jingorō".
- El ganso salvaje, trad. de Sachiko Ishikawa, introducción de Margarita Adobes, Valencia, Chidori Books, 2014, ISBN 9788494288005.
- Juventud, trad. de Akira Sugiyama y Sally Battan, prólogo de Carlos Rubio, Gijón, Satori, 2021, ISBN 9788417419684.
- La bailarina, trad. de Marta Morros Serret, Ediciones Invisibles, 2025, ISBN 9788412579482.